# Åke Johansson (restaurangman)
Bror Åke Yngve Johansson, född 23 maj 1913 i Örebro norra församling, död 26 november 2003 i Västerleds församling i Stockholm, var en svensk restaurangman.

## Biografi
Åke Johanssons far Bernhard Johansson var källarmästare och hans mor Maria Johansson kokerska hos landshövdingen i Östergötland innan hon anställdes vid Grand Hotel i Örebro. När han slutade skolan vid 13 års ålder förestod modern Örebros första självservering, Palats-Automaten i Centralpalatset. Efter en tid som smörgåsnisse följde en två år lång militärtjänstgöring, där han inventerade livsmedel i mobiliseringsförråd. 1934 kom han till Stockholm och blev servitör på Tattersall, vars restaurangchef ordnade en resa åt Johansson till Frankrike innefattande språkkurs i Aix-les-Bains och säsongsarbete på ett vintersporthotell i Megève samt sommararbete på Hotel Westminster i Le Touquet. En kväll serverade han restaurangchefen för Hôtel Ritz Paris och fick löfte om arbete där efter sommaren. Johansson var sedan anställd i matsalen på Ritz i drygt ett år.
När Johansson kom tillbaka till Stockholm vid andra världskrigets utbrott 1939 var han en period i köket på Cecil, men studerade även 1941 vid Bröderna Påhlmans handelsinstitut och 1942 på Stockholms stads hotell- och restaurangskola. År 1945 blev han hovmästare på Riche, som hade fått ett uppsving genom Tore Wretman. Där stannade han till 1948 då han blev erbjuden tjänsten som källarmästare på restaurang Mosebacke av ägaren Stockholms Hotell- och Restaurangförening; han fungerade där som verkställande direktör. År 1953 förvärvade han Rådhusrestauranten, där närheten till såväl Stockholms stadshus som HSB:s huvudkontor och LO-borgen gjorde att restaurangen blev en mötesplats för personer inom arbetarrörelsen. 
Därutöver förestod Johansson restaurangen på Sankt Eriks-Mässan vid Lidingövägen i Stockholm. Mässverksamheten tog ordentlig fart när Stockholms stad och Stockholms handelskammare tog över verksamheten och snart uppstod behovet av en stor modern mässa. Valet föll på Älvsjö och Stockholmsmässan kunde invigas 1971. Johansson drev restaurangen även där men nu med affärsresenärers behov i centrum.

## Betydelse
Åke Johansson fick stor betydelse för den svenska utbildningen inom restaurangyrkena: köksmästare, kockar, kallskänkor, hovmästare och servispersonal. Under 30 år satte han samman fackproven för landets restaurangskolor, samtidigt som han var lärare på Hasselbackens restaurangskola. Därtill var han ordförande i Stockholms Hotell- och Restaurangförening 1975–1989. Han engagerade sig mot kemikalier i mat, mot kontokortsföretagens avgifter och mot SARA-bolagets dominans över mindre restaurangföretag; 1976 medverkade han till att stockholmarna bjöds på världens längsta smörgåsbord. För sina insatser tilldelades han Hans Majestät Konungens medalj av åttonde storleken och Sankt Eriksmedaljen. År 1989 blev han den första mottagaren av utmärkelsen Årets Werner. År 1997 valdes han in i I främsta rummet – Visitas Hall of Fame, en samling entreprenörer och matkonstnärer som bedöms ha gjort en exceptionell och bestående insats för den svenska hotell- och restaurangbranschen.